# Zbinohy
Zbinohy è un comune della Repubblica Ceca facente parte del distretto di Jihlava, nella regione di Vysočina.